# Viggo Jensen (fodboldspiller)
 For alternative betydninger, se Viggo Jensen. (Se også artikler, som begynder med Viggo Jensen)
Hans Viggo Jensen (født 29. marts 1921 i Skagen, død 30. november 2005 i Esbjerg) var en dansk fodboldspiller.
Viggo Jensen spillede under sine ungdomsår i Esbjerg fB og fik debut som seniorspiller på 1. hold som 18-årig i 1939. Han spillede i alt 251 kampe og scorede 22 mål frem til 1948. 
Viggo Jensen debuterede på det danske landshold 1945 på Råsunda Stadion i Stockholm mod Sverige, en kamp som Danmark tabte 1-2. 
Viggo Jensen spillede for Danmark ved OL i London 1948 og var med til at vinde bronzemedaljer. Efter OL rejste han til England for at spille som amatør i 2. divisionsklubben Hull City. Her blev han dog senere professionel i klubben og spillede her 308 kampe og scorede 51 mål fra oktober 1948 til november 1956. Da Dansk Boldspil-Union ved denne tid ikke tillod professionelle i landsholdet sluttede landsholdskarrieren også 1948 i en landskamp på Råsunda Stadion som Danmark tabte 0-1 til Sverige. Viggo Jensen spillede 15 A-landskampe og scorede 1 mål, mod Norge 1945. 
Efter hjemkomsten i 1956 blev han træner for Esbjerg fB og senere for Varde Idrætsforening.
Viggo Jensen døde 30. november 2005 på plejehjem i Esbjerg.